# Muneville-le-Bingard
 Muneville-le-Bingard  es una población y comuna francesa, situada en la región de Baja Normandía, departamento de Mancha, en el distrito de Coutances y cantón de Saint-Sauveur-Lendelin.

## Demografía
| 745 | 684 | 645 | 573 | 480 | 540 |
| Para los censos de 1962 a 1999 la población legal corresponde a la población sin duplicidades (Fuente: INSEE [Consultar]) |     |     |     |     |     |